# 보잉 E-6 머큐리

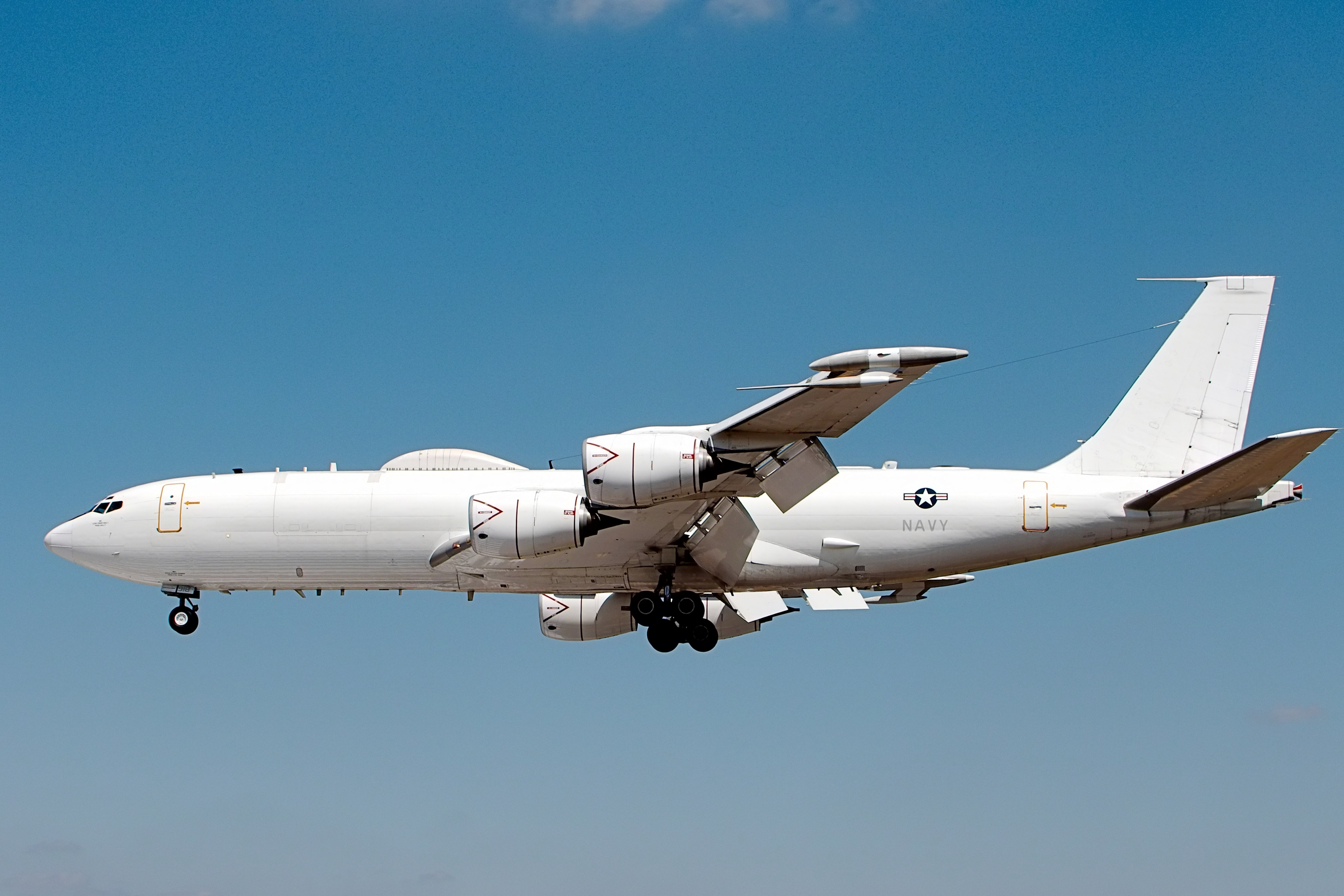

보잉 E-6 머큐리는 미국 공군의 핵전쟁용 공중지휘통제기이다.

## 역사
보잉 E-6 머큐리(구 헤르메스)는 보잉 707을 기반으로 하는 공중 지휘통제기이다. 보잉의 방위 부서에서 제조한 원래 E-6A는 1989년 7월 EC-130Q를 대체하여 미 해군에 취역했다. 이제 E-6B 표준으로 수정된 이 플랫폼은 국가 사령부로부터 탄도 미사일 잠수함 함대(잠수함과의 통신 참조)에 대한 지침을 전달하며, 이 임무는 TACMO("진입 후 이동")로 알려진 임무다. 1998년 10월에 배치된 E-6B 모델은 또한 Airborne Launch Control System을 사용하여 미니트맨 ICBM을 원격으로 제어할 수 있다. E-6B는 "Looking Glass" 역할에서 공군 EC-135C를 대체하여 지상 기반 통제가 작동하지 않을 경우 미 핵전력의 지휘 및 통제를 제공한다. 1991년까지 생산이 지속된 E-6은 보잉 707의 최종 파생형이다.

## 우크라이나 침공
러시아의 우크라이나 침공 이후 미군의 핵지휘통제기 비행횟수가 늘어났다. E-6 지휘통제기들은 2022년 2월 23일부터 하루 약 7번 정도 비행하는 것으로 항공기 비행 데이터 추적 사이트 ADS-B 익스체인지에 나타난다. 이전까지 E-6 지휘통제기 비행은 하루 3~4회였다.
미 CNN 방송은 바이든 행정부 관계자를 인용해 “러시아군의 우크라이나 침공 하루 전부터 핵지휘통제기 보잉 E-6머큐리 비행 횟수가 늘어났다”고 보도했다.

## 같이 보기
- 보잉 707
- 공중발사통제시스템
- 보잉 E-4
- 일류신 Il-80
- 투폴레프 Tu-142